# Plan linii elektroenergetycznej
Plan linii elektroenergetycznej (kod: 403) – rodzaj schematu elektrycznego klasyfikowany do grupy 4 - planów elektrycznych. Plany linii przedstawiają obiekty i ich elementy oraz połączenia występujące między nimi. Poszczególne elementy przedstawiane są jako symbole ogólne w postaci prostokątów lub kwadratów. Wykonywane są na mapach i planach geodezyjnych w podziałce z podaniem głównych wymiarów.
W planach linii elektrycznych, elektroenergetycznych, telekomunikacyjnych, nazywanych też planami sieci elektrycznych, stosuje się symbole zamieszczone w normie PN-78/E-01208 i PN-81/E-01220.